# Waikane
Waikane és una població dels Estats Units a l'estat de Hawaii. Segons el cens del 2000 tenia 726 habitants.

## Demografia
Segons el cens del 2000, Waikane tenia 726 habitants, 188 habitatges i 157 famílies. La densitat de població era de 41,08 habitants per km².
Dels 188 habitatges, en un 32,4% hi vivien nens de menys de 18 anys; en un 59,0% hi vivien parelles casades; en un 14,4%, dones solteres, i en un 16,5% no eren unitats familiars. En l'11,2% dels habitatges hi vivien persones soles el 4,3% de les quals corresponia a persones de 65 anys o més que vivien soles. El nombre mitjà de persones vivint en cada habitatge era de 3,86 i el nombre mitjà de persones que vivien en cada família era de 4,09.
Per edats la població es repartia de la següent manera: un 28,1% tenia menys de 18 anys, un 8,2% entre 18 i 24, un 26,8% entre 25 i 44, un 27,4% de 45 a 64 i un 9,5% 65 anys o més.
L'edat mediana era de 34,1 anys. Per cada 100 dones hi havia 96,22 homes. Per cada 100 dones de 18 o més anys hi havia 94,78 homes.
La renda mediana per habitatge era de 55.179$ i la renda mediana per família de 53.625 $. Els homes tenien una renda mediana de 31.786 $ mentre que les dones 25.313 $. La renda per capita de la població era de 15.592 $. Aproximadament el 4,3% de les famílies i l'11,6% de la població estaven per davall del llindar de pobresa.

## Poblacions més properes
El següent diagrama mostra les poblacions més properes.